# Nova Ulster
Nova Ulster (ou New Ulster, em inglês) era uma província de Nova Zelândia, que existiu entre 1841 e 1853.

## Província original
Entre 1841 e 1846 a província incluía toda a parte da Ilha do Norte a norte do rio Patea. Com a Lei Constitucional da Nova Zelândia de 1846, a província passou a incluir toda a Ilha do Norte. Tal como, na época, a outra província da Nova Zelândia, Nova Munster, Nova Ulster foi chefiada por um Tenente-governador que depêndia diretamente do governador de Nova Zelândia.

## A abolição
Em 1852, a nova Lei Constitucional da Nova Zelândia foi aprovada, e a província foi dividida em três, Província de Auckland, Província de Wellington e Província de Taranaki.

## Os tenente-governadores
- George Dean Pitt (14 de fevereiro de 1848 - 8 de Janeiro de 1851)
- Robert Henry Wynyard (26 de abril de 1851 - 7 de Março 1853)